# Championnats panaméricains de cyclisme sur route de 2021
Navigation
2019 2022
Les Championnats panaméricains de cyclisme sur route sont les championnats continentaux annuels de cyclisme sur route pour les pays membres de la Confédération panaméricaine de cyclisme. Ils sont organisés conjointement par la COPACI et la fédération dominicaine de cyclisme.
Prévus initialement à San Juan (Argentine) en mai, ils se déroulent finalement du 13 au 15 août 2021, à Saint-Domingue en République dominicaine. 

## Podiums
| Épreuves                                | Or                | Argent              | Bronze             |
| --------------------------------------- | ----------------- | ------------------- | ------------------ |
| Compétitions masculines élites          |                   |                     |                    |
| Course en ligne                         | Nelson Soto       | Cristian Pita       | Sebastián Novoa    |
| Contre-la-montre                        | Walter Vargas     | José Luis Rodríguez | Franklin Archibold |
| Compétitions masculines moins de 23 ans |                   |                     |                    |
| Course en ligne                         | Heberth Gutiérrez | Jesús Marte         | Ricardo Peña       |
| Contre-la-montre                        | Héctor Quintana   | João Pedro Rossi    | Anderson Arboleda  |
| Compétitions féminines élites           |                   |                     |                    |
| Course en ligne                         | Paola Muñoz       | Teniel Campbell     | Lizbeth Salazar    |
| Contre-la-montre                        | Marlies Mejías    | Aranza Villalón     | Miryam Núñez       |
| Compétitions féminines moins de 23 ans  |                   |                     |                    |
| Course en ligne                         | Marcela Hernández | Amber Joseph        | Scarlet Cortés     |
| Contre-la-montre                        | Marcela Hernández | Abigail Sarabia     | Romina Hinojosa    |

## Tableau des médailles
| Rang  | Nation                 | Or | Argent | Bronze | Total |
| ----- | ---------------------- | -- | ------ | ------ | ----- |
| 1     | Colombie               | 3  | 0      | 1      | 4     |
| 2     | Chili                  | 2  | 2      | 0      | 4     |
| 3     | Cuba                   | 1  | 0      | 0      | 1     |
| 4     | Équateur               | 0  | 1      | 2      | 3     |
| 5     | Brésil                 | 0  | 1      | 0      | 1     |
| 5     | Équateur               | 0  | 1      | 0      | 1     |
| 5     | République dominicaine | 0  | 1      | 0      | 1     |
| 7     | Mexique                | 0  | 0      | 2      | 2     |
| 8     | Panama                 | 0  | 0      | 1      | 1     |
| Total | Total                  | 6  | 6      | 6      | 18    |